# The Rentals
The Rentals är en amerikansk musikgrupp. Deras musikstil är pop/rock med synth- och klassiska influenser. Moogsynthar, stråkar, fuzzade basar och enkla melodier präglar deras musik.
Bandet grundades av Matt Sharp våren 1994 som ett sidoprojekt till hans andra band Weezer, i vilket han var en av grundarna. The Rentals släppte sitt debutalbum Return of the Rentals 1995. Sharp spelade efter detta en tid i Weezer till 1998 då han hoppade av och fokuserade helt på The Rentals. Deras andra album Seven More Minutes utkom 1999. Bandet bröt härefter upp en tid, men de återförenades 2006 i en blandning av nya och gamla medlemmar. 2007 släppte de en EP med titeln The Last Little Life.

## Medlemmar
Nuvarande medlemmar
- Matt Sharp - sång, basgitarr (1995-1999, 2006-idag)
- Lauren Chipman - viola, sång (2006-idag)
- Jess Wolfe - sång (2013-idag)
- Holly Laessig - sång (2013-idag)
- Ryen Slegr - gitarr (2013-idag)
- Patrick Carney - trummor (2013-idag)

Bidragande musiker (urval)
- Rachel Haden - sång, basgitarr
- Dan Joeright - trummor
- Ben Pringle - synthesizer, trombon
- Sara Radle - sång, div. instrument
- Petra Haden - violin, sång
- Patrick Wilson - trummor
- Cherielynn Westrich - sång, keyboard, moog
- Rod Cervera - gitarr
- Tom Grimley - synthesizer, moog
- Jim Richards - keyboard
- Maya Rudolph - sång, keyboard
- Kevin March - trummor
- Josh Hager (Garvy J) - gitarr
- Greg Brown - gitarr

## Diskografi
Studioalbum
- 1995 – Return of the Rentals
- 1999 – Seven More Minutes
- 2009 – Songs About Time
- 2011 – Resilience
- 2014 – Lost in Alphaville

EP
- 2007 – The Last Little Life
- 2007 – Daytrotter Session
- 2009 – Songs About Time: Chapter One: The Story of a Thousand Seasons Past
- 2009 – Chapter Two: It's Time to Go Home
- 2009 – Chapter Three: The Future

Singlar
- 1995 - Waiting
- 1995 - Friends of P.
- 1999 - Getting By
- 2014 - Thought of Sound

Samlingsalbum
- 2001 – Excellent Stocking Stuffer